# 兵庫県医療信用組合
兵庫県医療信用組合（ひょうごけんいりょうしんようくみあい）は、兵庫県神戸市中央区に本店を置く信用組合。

兵庫県内の医師・歯科医師・薬剤師などを対象とした職域の信用組合である。

## 沿革
- 1960年3月 設立。
- 2012年11月26日 本店を現在地へ移転。